# Вербковице (гмина)
Вербковице (пол. Werbkowice) — сельская гмина (волость) в Польше, входит как административная единица в Хрубешувский повет, Люблинское воеводство. Население — 10 200 человек (на 2004 год).

## Сельские округа
1. Аделина
2. Алёйзув
3. Добромежице
4. Гоздув
5. Хонятыче
6. Хонятыче-Колёня
7. Хонятычки
8. Хостынне
9. Хостынне-Колёня
10. Конопне
11. Которув
12. Лотув
13. Лыса-Гура
14. Малице
15. Пересоловице
16. Подхорце
17. Сахрынь
18. Сахрынь-Колёня
19. Стшижовец
20. Теребинец
21. Теребинь
22. Теребинь-Колёня
23. Турковице
24. Вербковице
25. Вилькув
26. Вилькув-Колёня
27. Вроновице
28. Загайник

## Прочие поселения
1. Адамувка
2. Борманьце
3. Бжезина
4. Дармоха
5. Добромежице-Колёня
6. Домбрувка
7. Гурны-Слёнск
8. Хачиска
9. Камень
10. Карчунек
11. Колёня-Гоздув
12. Колёня-Малице
13. Конопниско
14. Кожухы
15. Крынки
16. Лещына
17. Могила
18. Папшица
19. Пасека
20. Подхорце-Колёня
21. Подлясе
22. Пуланки
23. Теофилювка
24. Выгон
25. Выпалянка
26. Зады
27. Загробля

## Соседние гмины
1. Гмина Хрубешув
2. Гмина Мёнчин
3. Гмина Мирче
4. Гмина Тшещаны
5. Гмина Тышовце